# Calderón (Morelos)
Calderón es una localidad del estado mexicano de Morelos. Es parte del municipio de Cuautla.

## Demografía
| Gráfica de evolución demográfica |
|                                  |

| Censo | Población |
| ----- | --------- |
| 1900  | 438       |
| 1910  | 249       |
| 1921  | 49        |
| 1930  | 199       |
| 1940  | 324       |
| 1950  | 481       |
| 1960  | 460       |
| 1970  | 1318      |
| 1980  | 751       |
| 1990  | 749       |
| 2000  | 737       |
| 2010  | 795       |
| 2020  | 1050      |